# 클레베르 슈벵크 티에니
클레베르 슈벵크 티에니(포르투갈어: Cléber Schwenck Tiene, 1979년 2월 8일 ~ )는 슈벵크(포르투갈어: Schwenck)로 불리는 브라질의 축구 선수로, 포지션은 스트라이커다. 2017년 현재 아우미란치 바로수에서 활약하고 있다.

## 축구인 경력

### 클럽 경력
2007년 대한민국 K리그 포항 스틸러스에 임대로 합류했다. K리그 2007시즌 성남 일화 천마와의 챔피언 결정전의 2차전 원정경기에서 결승골을 기록하며 팀의 네번째 우승에 일조했다.

## 수상
- K리그
  - 우승 1회 (2007)